# Владимир Володаревич
Владимир (Владимирко) Володаревич (—1153) — князь звенигородский (1124—1128), перемышльский (1128—1141), первый князь единого Галицкого княжества, основатель первой Галицкой династии, младший сын Володаря Ростиславича.

## Биография
В 1125—1126 годах Владимир при помощи венгерского короля боролся против своего брата Ростислава Перемышльского, поддержанного Васильковичами и Мстиславом Киевским.
По смерти брата Ростислава в 1128 году Владимир стал княжить в Перемышле (в Звенигороде племянник Владимира Иван Ростиславич княжил до 1144 года, когда при поддержке части галицких бояр попытался свергнуть с престола своего дядю и был изгнан). В 1140 году вместе со своим двоюродным братом Иваном Васильковичем участвовал в борьбе его тестя Всеволода Ольговича Киевского против Изяслава Мстиславича. В 1141 году Иван умер, и Владимир прибавил к своим владениям Теребовль и Галич, избрав последний своей столицей.
В 1144—1146 годах киевский князь Всеволод Ольгович совершил два похода на Галич с огромными силами, но не смог добиться ощутимых результатов, за исключением откупа 1400 гривен. Владимирку удалось склонить союзников к отступлению благодаря тому, что он пообещал Игорю Ольговичу поддержку в борьбе за Киев после смерти Всеволода. Попытка смены власти в Галиче с участием Ивана Ростиславича, племянника Владимира, провалилась, Иван бежал в Киев.
Владимир боролся за независимость княжества от великих князей киевских Всеволода Ольговича (1139—1146) и Изяслава Мстиславича (с перерывами 1146—1154), в борьбе против последнего поддерживал Юрия Долгорукого, на дочери которого Ольге женил своего сына Ярослава (1149). Во время осады Юрием Луцка он сорвал план Изяслава по нанесению деблокирующего удара, но и отстоял для него Волынь, так как не был заинтересован в новом соединении Киева и Волыни в одних руках. И.Я. Фроянов сделал предположение, что Владимир в период междувластия (после победы на Ольшанице) и сам подумывал занять княжеский престол, для чего совершил церемонию поклонения киевским и вышегородским святыням. Однако киевляне его не приняли. После очередного внезапного нападения Изяслава с Волыни на Юрия и его изгнания из Киева Владимир недоумевал, как его союзник мог быть лишён информации о таком нападении.
После окончательного утверждения Изяслава Мстиславича в Киеве в результате победы на реке Руте (1151) киевский князь смог последовательно разгромить своих противников. Владимир был разбит Изяславом и венграми в 1152 году на реке Сане вблизи Перемышля, запросил мира и обещал вернуть Изяславу захваченные ранее волынские города. Но затем киевский посол, напомнивший Владимиру о прежней клятве, был изгнан, и хотя Владимир умер и посла вернули с дороги, галицкий наследник Ярослав, признав старшинство Изяслава Мстиславича, на фактические уступки не пошёл. Изяслав с союзниками двинулся на Галич, и галицкое войско во главе с Ярославом потерпело жестокое поражение у Теребовля. Ярослав был вынужден признать киевского князя вместо отца и ездить подле его стремени, как и родной сын Изяслава Мстислав, но такое положение дел просуществовало недолго — до смерти Изяслава (1154).

## Семья и дети
Жена — с 1117 года дочь Коломана Венгерского.
Дети:
- Ярослав Осмомысл.
- (?) Мария (Анастасия) — с 1151 года замужем за Болеславом Краковским.

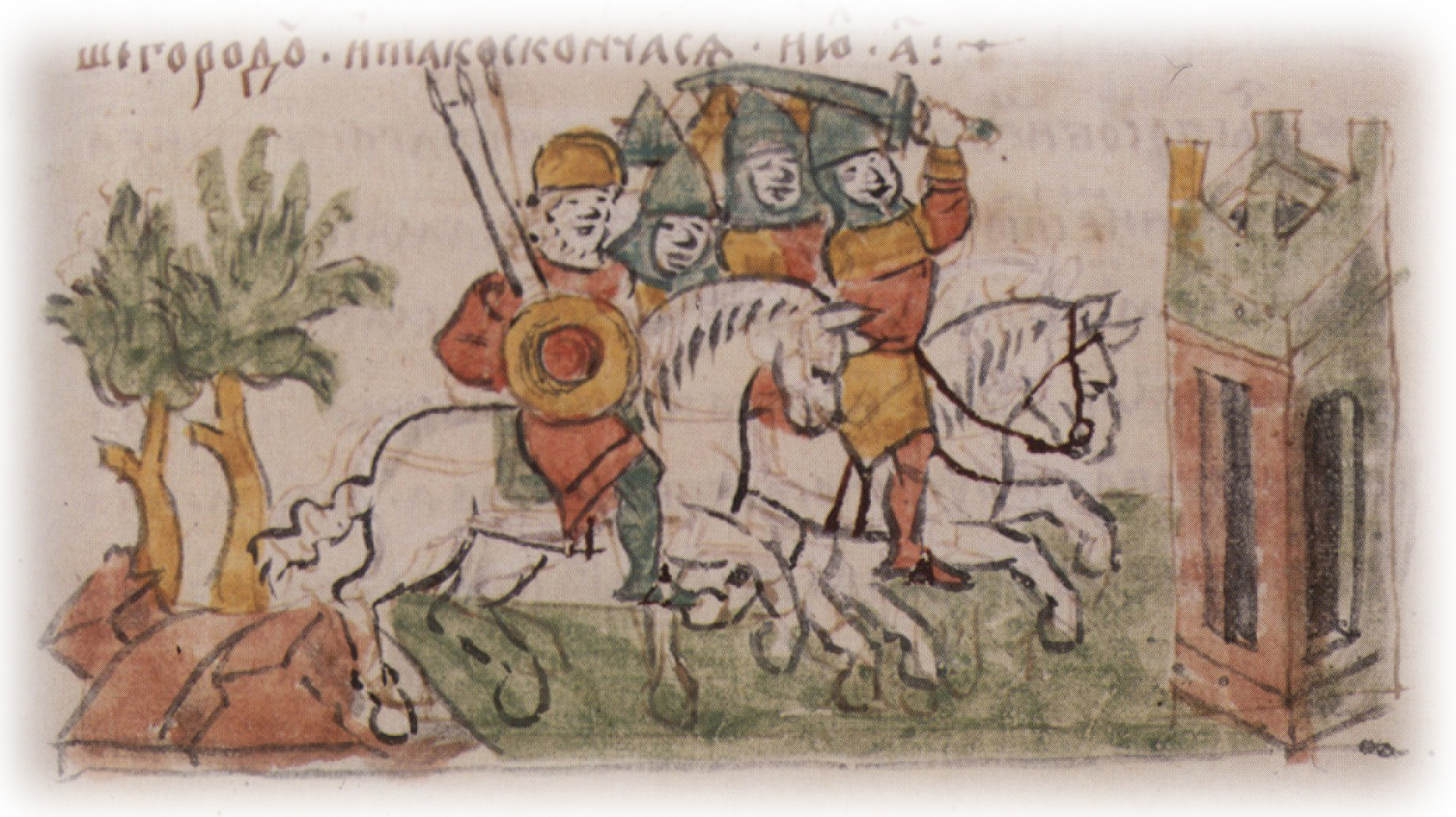
(?) Евдокия — предположительно[3] замужем за Генрихом Сандомирским.  - Поход Владимира Володаревича Галицкого на Киевскую землю
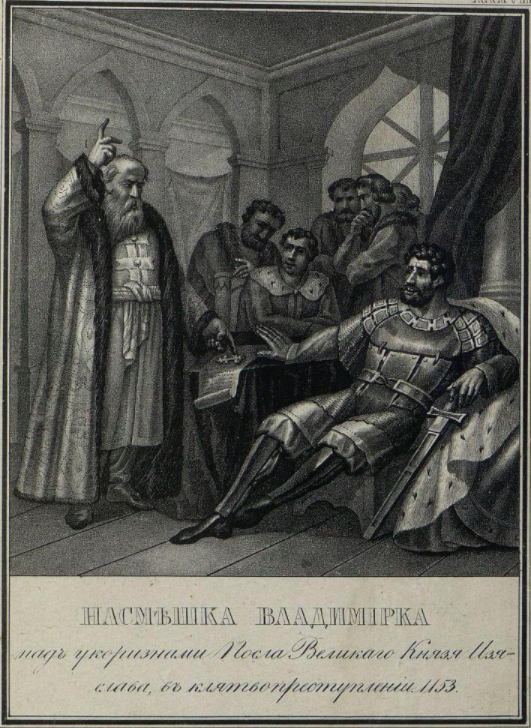
Владимир насмехается над послом Изяслава КиевскогоI
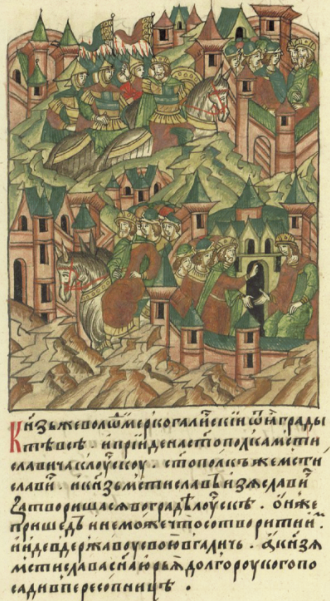
Владимир Галицкий осаждает Луцк, который обороняли Святополк Мстиславич и Мстислав Изяславич. Не взяв город, сажает в Пересопнице Мстислава Юрьевича и возвращается в Галич
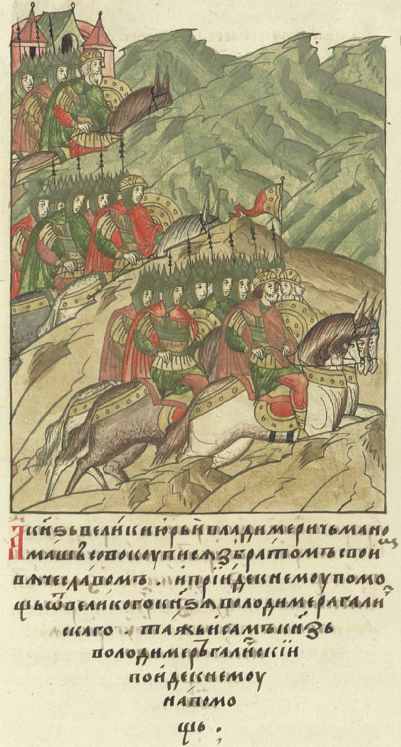
Владимир Володаревич оказывает помощь Юрию Долгорукому и Вячеславу Владимировичам
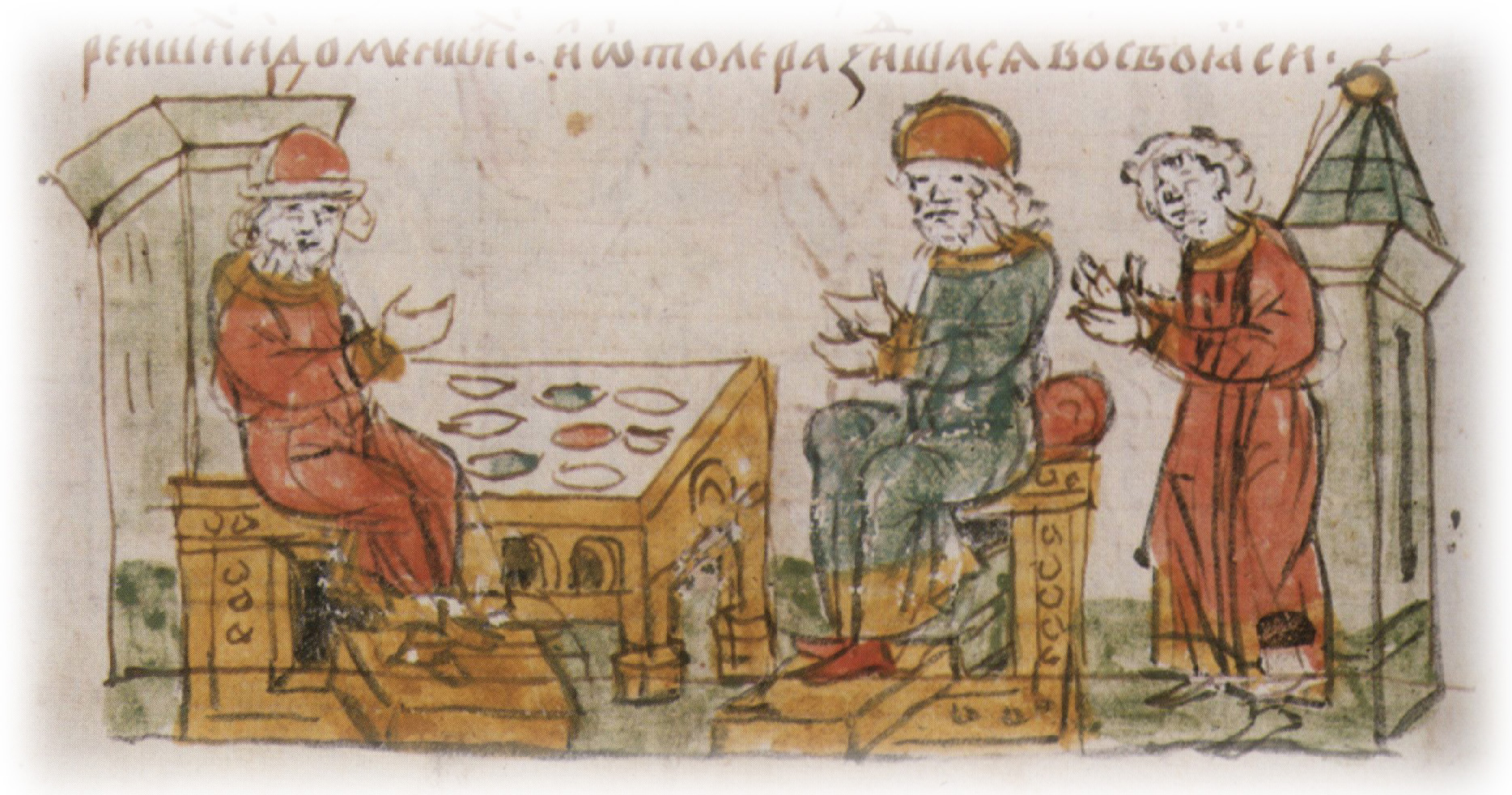
Выплата Владимиром Володаревичем Галицким Всеволоду Ольговичу выкупа за захваченные Всеволодом города
  - Владимир насмехается над послом Изяслава КиевскогоI
  - Владимир Галицкий осаждает Луцк, который обороняли Святополк Мстиславич и Мстислав Изяславич. Не взяв город, сажает в Пересопнице Мстислава Юрьевича и возвращается в Галич
  - Владимир Володаревич оказывает помощь Юрию Долгорукому и Вячеславу Владимировичам
  - Выплата Владимиром Володаревичем Галицким Всеволоду Ольговичу выкупа за захваченные Всеволодом города